# Baby-Baby-Baby
A Baby-Baby-Baby a TLC amerikai együttes második kislemeze első, Ooooooohhh.... On the TLC Tip című albumáról. A dal a 2. helyet érte el a Billboard Hot 100 és az 1. helyet a Billboard Hot R&B/Hip-Hop Singles & Tracks slágerlistán, utóbbin a csapat első listavezető dala. A Hot 100-on 33 hetet töltött, egyike volt annak a számos dalnak, melyet a Boyz II Men End of the Road című dala tartott vissza az első helytől. A kislemez az Egyesült Államokban platinalemez lett. Bow Wow felhasznált egy részletet a dalból You Can Get It All című dalához.

## Videóklip
A videóklipet egy szállodában forgatták, amit átalakítottak, hogy a Grambling State Egyetem campusára hasonlítson. A klipben Jermaine Dupri alakítja Left Eye barátját. A klip közepén látszik Chilli árnyéka, amint megcsókol egy fiút; a fiúról később kiderül, hogy csak egy próbababa.

## Dallista
12" kislemez
1. Baby-Baby-Baby (Extended Remix)
2. Baby-Baby-Baby (Remix Radio Edit)
3. Baby-Baby-Baby (Remix Rap Version)
4. Baby-Baby-Baby (Remix Instrumental)

## Helyezések
| Slágerlista (1992)                       | Legmagasabb helyezés |
| ---------------------------------------- | -------------------- |
| Brit kislemezlisza                       | 55                   |
| USA Billboard Hot 100                    | 2                    |
| USA Billboard Hot R&B Singles            | 1                    |
| USA Billboard Hot R&B/Hip-Hop Recurrents | 3                    |
| Év végi slágerlista (1992)               | Helyezés             |
| USA Billboard Hot 100                    | 5                    |
| Évtizedes slágerlista (1990–1999)        | Helyezés             |
| USA Billboard Hot 100                    | 80                   |